# Petrača (Župa dubrovačka)
Petrača är ett samhälle i kommunen Župa dubrovačka i Kroatien. Samhället har 806 invånare (2011).